# Savoy Truffle
Pistes de The Beatles
Honey Pie Cry Baby Cry
Savoy Truffle est une chanson du groupe rock britannique The Beatles, issue de leur album de 1968 The Beatles (également connu comme l'« Album blanc »). La chanson a été écrite par George Harrison. 

## Origine
Savoy Truffle est inspirée par le faible qu'Eric Clapton a pour le chocolat. Les paroles énumèrent les différentes saveurs des chocolats Good News de Mackintosh, et tentent d'avertir Clapton au sujet de l'effet néfaste que son péché mignon a sur ses dents. Avec l'apparition de Clapton sur la chanson While My Guitar Gently Weeps de l'« Album blanc » ainsi que celle de Harrison sur la pièce Badge de l'album Goodbye de Cream, c'est l'une des nombreuses collaborations qui marquent le début d'une longue association musicale entre les deux guitaristes.

« Savoy Truffle est une chanson humoristique, écrite à un moment où je traînais beaucoup avec Eric Clapton dans les années 60. Il avait toujours mal aux dents mais il mangeait énormément de chocolats. Quant il tombait sur une boîte, il ne pouvait pas s'empêcher de tous les manger. »

— George Harrison, en 1979

## Enregistrement
Les Beatles enregistrent Savoy Truffle en octobre 1968, vers la fin des cinq mois de sessions pour l'album. La séance a lieu aux studios Trident probablement en raison de l'indisponibilité des studios EMI. John Lennon n'est pas entendu sur cette chanson.
C'est une pièce rock optimiste dans le genre soul, la chanson reflète le retour de Harrison à la guitare comme son instrument de musique principal après deux ans d'étude du sitar indien. L'enregistrement comprend une section de cuivres arrangée par Chris Thomas. La chanson est aussi un exemple d'auto-citation des Beatles, avec une référence à Ob-La-Di, Ob-La-Da.

## Réception
À sa sortie, Savoy Truffle a été considéré par de nombreux commentateurs comme un signe de la maturité croissante de Harrison en tant que compositeur. Parmi les évaluations les plus récentes, Ian MacDonald l'a cité comme un exemple du matériel moins bon trouvé sur l'album The Beatles, tandis que Daryl Easlea de la BBC Music le décrit comme « un contrepoids à While My Guitar Gently Weeps ».

## Fiche technique

### Interprètes
- George Harrison : chant, guitare rythmique, guitare solo, guitare acoustique
- Paul McCartney : basse, chœurs
- Ringo Starr : batterie, tambourin[3]

## Musiciens additionnels
- Chris Thomas : orgue Hammond, piano électrique, arrangements des cuivres
- Derek Collins, Art Ellefson, Harry Klein, Danny Moss : saxophone ténor
- Bernard George, Ronnie Ross : saxophone baryton[3]

## Parutions et reprises
En dehors de sa présence sur l'album The Beatles, la chanson figure sur la compilation Tomorrow Never Knows parue exclusivement en téléchargement sur itunes en 2012.
Savoy Truffle a été reprise par :
- Ella Fitzgerald (1969)[4]
- Terry Manning (1970)[5]
- Phish (2002)[6]
- They Might Be Giants (2003)[7]